# Recife Challenger
Il Recife Challenger è stato un torneo professionistico di tennis giocato su campi in terra rossa. Faceva parte dell'ATP Challenger Series. Si giocava annualmente a Recife in Brasile.

## Albo d'oro

### Singolare
| Anno | Campione     | Finalista         | Punteggio     |
| ---- | ------------ | ----------------- | ------------- |
| 1992 | Luiz Mattar  | Jaime Oncins      | 7–6, 5–7, 7–5 |
| 1993 | Mark Petchey | Fernando Meligeni | 6–2, 6–3      |
| 1994 | Daniele Musa | Doug Flach        | 6–1, 6–4      |

### Doppio
| Anno | Campioni                       | Finalisti                     | Punteggio     |
| ---- | ------------------------------ | ----------------------------- | ------------- |
| 1992 | Sébastien Lareau Daniel Nestor | Luiz Mattar Jaime Oncins      | 5–7, 6–4, 7–6 |
| 1993 | João Cunha e Silva Jack Waite  | Michael Geserer Simon Touzil  | 6–3, 6–1      |
| 1994 | Pablo Albano Patricio Arnold   | Felipe Rivera Cristiano Testa | 7–6, 7–6      |